# Bruce Altman
Pour les articles homonymes, voir Altman.
Bruce Altman est un acteur américain, né le 3 juillet 1955 dans le Bronx, quartier de New York, (États-Unis),.

## Biographie
Bruce Altman est né le 3 juillet 1955 dans le Bronx, New York, (États-Unis).

### Vie privée
Il est marié à Darcy McGraw. Ils ont une fille, Anna Altman (1989 - 2013).

## Filmographie

### Cinéma

#### Longs métrages
- 1991 : À propos d'Henry (Regarding Henry) de Mike Nichols : Bruce
- 1992 : Glengarry  (Glengarry Glen Ross) de James Foley : Mr Spannel
- 1992 : My New Gun (en) de Stacy Cochran (en) : Irwin Bloom
- 1993 : La Star de Chicago (Rookie of the Year) de Daniel Stern : Jack Bradfield
- 1993 : Mr. Jones de Mike Figgis : David
- 1993 : Mr. Wonderful d'Anthony Minghella : Mr Wonderful
- 1994 : Le Journal (The Paper) de Ron Howard : Carl
- 1994 : Quiz Show de Robert Redford : Gene
- 1996 : Vibrations de Michael Paseornek : Barry
- 1996 : Par amour pour Gillian (To Gillian on Her 37th Birthday) de Michael Pressman : Paul Wheeler
- 1996 : Rescuing Desire d'Adam Rodgers : Dr Ralph Mallory
- 1997 : Copland (Cop Land) de James Mangold : Burt Handel
- 1998 : L'Objet de mon affection (The Object of My Affection) de Nicholas Hytner : Dr Goldstein
- 1999 : Une vie volée (Girl, Interrupted) de James Mangold : Professeur Gilcrest
- 2001 : L.I.E. Long Island Expressway de Michael Cuesta : Marty Blitzer
- 2001 : Get Well Soon de Justin McCarthy : Barry
- 2002 : Dérapages incontrôlés (Changing Lanes) de Roger Michell : Terry Kaufman
- 2003 : Marci X de Richard Benjamin : Stan Dawes
- 2003 : Les Associés (Matchstick Men) de Ridley Scott : Dr Klein
- 2005 : 12 and Holding de Michael Cuesta : Coach Gilmore
- 2006 : La Peur au ventre (Running Scared) de Wayne Kramer : Dez
- 2007 : Bagboy de Mort Nathan : Norman
- 2008 : Manipulation (Deception) de Marcel Langenegger : Un avocat
- 2009 : Pas si simple (It's Complicated) de Nancy Meyers : Ted
- 2009 : Meilleures Ennemies (Bride Wars) de Gary Winick : Simmons
- 2009 : Solitary Man de David Levien et Brian Koppelman : Dr Steinberg
- 2009 : Peter and Vandy de Jay DiPietro : Le père
- 2009 : The Skeptic de Tennyson Bardwell : Dr Koven
- 2010 : Morning Glory de Roger Michell : Le producteur de télévision
- 2011 : Baby-sitter malgré lui The Sitter) de David Gordon Green : Jim Griffith
- 2012 : Arbitrage de Nicholas Jarecki : Chris Vogler
- 2012 : Miracle en Alaska (Big Miracle) de Ken Kwapis : Le chef de l'équipe
- 2013 : Delivery Man de Ken Scott : L'avocat
- 2013 : The Odd Way Home (en) de Rajeev Nirmalakhandan : James Richards
- 2013 : Kilimanjaro de Walter Strafford : Milton
- 2014 : Shelter de Paul Bettany : Peter
- 2014 : Rob the Mob de Raymond De Felitta (en) : Procureur Gotti
- 2015 : Touched with Fire de Paul Dialo : Donald
- 2016 : Miracles du Ciel (Miracles from Heaven) de Patricia Riggen : Dr Burgi
- 2016 : C Street de Peter James Iengo : Le gouverneur
- 2017 : Cinquante Nuances plus sombres (Fifty Shades Darker) de James Foley : Jerry Roach
- 2018 : Cinquante Nuances plus claires (Fifty Shades Freed) de James Foley : Jerry Roach
- 2019 : The Sound of Silence de Michael Tyburski :
- 2020 : Irresistible de Jon Stewart : Mr Peeler
- 2020 : Chemical Hearts de Richard Tanne : Toby Page
- 2022 : Master de Mariama Diallo : Brian
- 2022 : Last Seen Alive de Brian Goodman (en) : Barry Adams

#### Courts métrages
- 1987 : Shoeshine de Tom Abrams : Grouch
- 1996 : Dear Diary de David Frankel : Griffin
- 1999 : Rituals and Resolutions de Michael Stein : Larry
- 2004 : American Exquisite de Keith J. Goldberg : Tyler
- 2007 : The Pre Nup de Martin Jay Weiss : Aaron Silver
- 2009 : Happy Face de Franklin P. Laviola : Les
- 2010 : Inside Out (en) d'Artie Mandelberg : Allen Davis
- 2021 : Our Father de Felicity Price : Robert

### Télévision

#### Séries télévisées
- 1986 : Equalizer (The Equalizer) : Michaels
- 1991 / 1993 / 2000 - 2001 / 2004 / 2009 / 2024 : New York, police judiciaire (Law and Order) : Harv Beigel / Tom Morrison / Brad Feldman / Dr. Alvin Lawrence / Robert Payne
- 1995 : Les Anges du bonheur (Touched by an Angel) : Henry
- 1995 : The Wright Verdicts : Tommy
- 1995 : The Great Defender : Chet Hallahan
- 1997 - 1998 : Une sacrée vie (Nothing Sacred) : Sidney Walters
- 1999 : Un agent très secret (Now and Again) : Le voisin
- 2001 : New York, unité spéciale (Law and Order : Special Victims Unit) : Mark Sanford
- 2002 : New York, section criminelle (Law and Order : Criminal Intent) : Jack Crawley
- 2002 : Les Soprano (The Sopranos) : Alan Sapinsly
- 2003 : Ed : Dr Barney Soper
- 2004 : Rescue Me : Les Héros du 11 septembre (Rescue Me) : Dr Shinsky
- 2006 : Help Me Help You : Professeur Ira Morton
- 2007 : The Singles Table : Mr Braunstein
- 2008 : New Amsterdam : Dr Lewis Prender
- 2010 : Past Life : Webber Fant
- 2010 : Modern Family : Mr Jennings
- 2010 : The Good Wife : Juge Ira Garrett
- 2010 : Royal Pains : Jamie Zimmerman
- 2010 / 2013 : Blue Bloods : Maire Frank Russo / Robert Levitt
- 2011 : Body of Proof : Dr Howard Karasunis
- 2011 : Friday Night Lights : Chef de Braemore
- 2011 : Suits, avocats sur mesure (Suits) : Anthony Mazlo
- 2011 : Damages : Jim Girotto
- 2011 : Hart of Dixie : Le chirurgien
- 2012 : I Just Want My Pants Back : Professeur Wilkins
- 2013 : Person of Interest : Dr Ronald Carmichael
- 2014 : Elementary : Dr Jonathan Fleming
- 2014 : Black Box : Hank Pratt
- 2014 : Alpha House : Marty Corman
- 2014 : F to 7th : John
- 2015 : Show Me a Hero : Buddy Dorman
- 2015 : American Dad! : James Patterson (voix)
- 2015 : Madam Secretary : Alec Lehane
- 2015 - 2017 : Mr. Robot : Terry Colby
- 2016 : Madoff, l'arnaque du siècle (Madoff) : Gary Flumenbaum
- 2016 : Blacklist (The Blacklist) : Jerry Fox
- 2016 : Good Behavior : Bill
- 2016 : Odd Mom Out : Ernie Krevitt
- 2017 : Chicago Police Department (Chicago P.D.) : Donald Clark
- 2017 : Ozark : Sugarwood
- 2018 : Orange Is the New Black : Les Nichols
- 2018 : Random Acts of Flyness : Le producteur exécutif
- 2019 : NOS4A2 : Dr Nathaniel Janes
- 2019 : City on a Hill : L'avocat
- 2020 : Power Book II : Ghost : Oliver Simmons
- 2021 : Younger : Jonas Rothchild
- 2022 : Uncoupled : Henry
- 2022 : NCIS : Hawai'i : Ike Diamond

#### Téléfilms
- 1994 : The Cosby Mysteries (en) de Jerry London : Robert Mott
- 1994 : Les rapides de la mort (White Mile) de Robert Butler : David Koenig
- 2008 : Recomptage (Recount) de Jay Roach : Mitchell Berger
- 2012 : Game Change de Jay Roach : Fred Davis